# オセアノスピリルム属
オセアノスピリルム属はオセアノスピリルム科の基準属でグラム陰性の非芽胞形成偏性好気性らせん菌。鞭毛を持ち運動する。また、極膜を有する。基準種はオセアノスピリルム・リヌム。属名は大洋のスピリルム属を意味し、かつてはスピリルム属とみなされていた。GC含量は42から51。
オキシダーゼ陽性、インドール試験陰性。生育に海水が必要な好塩菌である。有機酸を利用できるが糖類は利用することができない。